# 41. Arany Málna-gála
A 41. Arany Málna-gálán (Razzies) – az Oscar-díj paródiájaként – az amerikai filmipar által 2020-ban gyártott, illetve az Amerikai Egyesült Államokban bemutatott legrosszabb filmeket, illetve azok alkotóit díjazták. Az 1097 egyesült államokbeli és külföldi filmrajongó, kritikus, újságíró és filmes szakember G.R.A.F.-tag  jelölése alapján összeállított végleges listát március 14-én, a 2021. évi Oscarra jelöltek bejelentése előtti napon hozták nyilvánosságra. A „győztesek” kihirdetésének időpontja a 93. Oscar-gálát megelőző napon, április 24-én volt.
Tekintettel a COVID–19-pandémiára és annak hatásaira, a díjazók úgy döntöttek, hogy – igazodva a rendkívüli helyzetben megváltozott Oscar-szabályokhoz – ez évben kiterjesztik a díjra jelölhetők körét az online platformokon streamelt filmekre, továbbá „A valaha volt legrosszabb naptári év” különdíjjal tisztelegnek 2020 előtt.

## Az Arany Málna-szezon menetrendje
A díjátadó menetrendjét 2020. december 31-én hozták nyilvánosságra.
| Dátum             | Esemény                                                   |
| ----------------- | --------------------------------------------------------- |
| 2021. február 26. | A jelöltek kiválasztásának megkezdése e-mailen keresztül. |
| 2021. március 14. | A jelöltek bejelentése.                                   |
| 2021. április 24. | A díjazottak kihirdetése.                                 |

## „Díjazottak” és jelöltek
| „Győztes” |

| Kategória | „Győztesek” és Jelöltek |
| --- | ----------------------- |
| Legrosszabb film |                         |
| Absolute Proof, producer: Mary Fanning, Brannon Howse, Mike Lindell (WVW Broadcast Network)                                                  |                         |
| 365 nap, producer: Maciej Kawulski, Robert Kijak, Ewa Lewandowska, Tomasz Mandes, Anna Wasniewska (Ekipa, Future Space, Next Film)           |                         |
| A vágyak szigete, producer: Jason Blum, Marc Toberoff, Jeff Wadlow (Columbia Pictures, Blumhouse Productions, Tower of Babble Entertainment) |                         |
| Dolittle, producer: Susan Downey, Jeff Kirschenbaum, Joe Roth (Universal Pictures, Dentsu, Perfect World Pictures)                           |                         |
| Music, producer: Vincent Landay, Sia (Landay Entertainment, Atlantic Films, Crush Pictures)                                                  |                         |
| Legrosszabb előzményfilm, remake, koppintás vagy folytatás                                                                                   |                         |
| Dolittle, producer: Susan Downey, Jeff Kirschenbaum, Joe Roth (Universal Pictures, Dentsu, Perfect World Pictures)                           |                         |
| 365 nap, producer: Maciej Kawulski, Robert Kijak, Ewa Lewandowska, Tomasz Mandes, Anna Wasniewska (Ekipa, Future Space, Next Film)           |                         |
| A vágyak szigete, producer: Jason Blum, Marc Toberoff, Jeff Wadlow (Columbia Pictures, Blumhouse Productions, Tower of Babble Entertainment) |                         |
| Hubie, a halloween hőse, producer: Adam Sandler, Allen Covert (Happy Madison Productions)                                                    |                         |
| Wonder Woman 1984, producer: Charles Roven, Deborah Snyder, Zack Snyder, Patty Jenkins, Gal Gadot (DC Films, DC Entertainment)               |                         |
| Legrosszabb férfi főszereplő |                         |
| Mike Lindell (az 'MyPillow' srác) – Absolute Proof, önmaga                                                                                   |                         |
| Robert Downey Jr. – Dolittle, mint Dr. John Dolittle                                                                                         |                         |
| Michele Morrone – 365 nap, mint Massimo |                         |
| Adam Sandler – Hubie, a halloween hőse, mint Hubie Dubois                                                                                    |                         |
| David Spade – A másik Missy, mint Tim Morris                                                                                                 |                         |
| Legrosszabb női főszereplő |                         |
| Kate Hudson – Music, mint Zu |                         |
| Anne Hathaway – Az utolsó akarat és Roald Dahl: Boszorkányok, mint Elena McMahon és A Legfőbb Boszorkány                                     |                         |
| Katie Holmes – Brahms – A fiú 2. és A titok – Merj álmodni, mint Liza és Miranda Wells                                                       |                         |
| Lauren Lapkus – A másik Missy, mint Missy |                         |
| Anna-Maria Sieklucka – 365 nap, mint Laura                                                                                                   |                         |
| Legrosszabb férfi mellékszereplő |                         |
| Rudy Giuliani – Borat utólagos mozifilm, mint önmaga                                                                                         |                         |
| Chevy Chase – Krokodil Dundee öröksége, mint Chevy                                                                                           |                         |
| Shia LaBeouf – The Tax Collector, mint Creeper                                                                                               |                         |
| Arnold Schwarzenegger – A sárkánypecsét rejtélye, mint James Hook                                                                            |                         |
| Bruce Willis – Breach, Kódolt kockázat és Survive the Night, mint Clay Young, Donovan Chalmers és Frank                                      |                         |
| Legrosszabb női mellékszereplő |                         |
| Maddie Ziegler – Music, mint Music |                         |
| Glenn Close – Vidéki ballada az amerikai álomról, mint Mamaw                                                                                 |                         |
| Lucy Hale – A vágyak szigete, mint Melanie Cole                                                                                              |                         |
| Maggie Q – A vágyak szigete, mint Gwen Olsen                                                                                                 |                         |
| Kristen Wiig – Wonder Woman 1984, mint Barbara Ann Minerva / Cheetah                                                                         |                         |
| Legrosszabb filmes páros |                         |
| Rudy Giuliani és az ő nagrágzippzárja (Igen, ez valóban Rudy Giuliani!) – Borat utólagos mozifilm                                            |                         |
| Robert Downey Jr. és az ő Teljesen Nem Meggyőző "Walesi" Akcentusa – Dolittle                                                                |                         |
| Harrison Ford és a teljesen valótlan kinézetű CGI „kutyája” – A vadon hívó szava                                                             |                         |
| Lauren Lapkus és David Spade – A másik Missy                                                                                                 |                         |
| Adam Sandler és az ő Reszelős Bárgyú Hangja – Hubie, a halloween hőse                                                                        |                         |
| Legrosszabb rendező |                         |
| Sia – Music |                         |
| Charles Band – Mindhárom Barbie & Kendra filmje                                                                                              |                         |
| Barbara Białowąs és Tomasz Mandes – 365 nap                                                                                                  |                         |
| Stephen Gaghan – Dolittle |                         |
| Ron Howard – Vidéki ballada az amerikai álomról                                                                                              |                         |
| Legrosszabb forgatókönyv |                         |
| 365 nap – Tomasz Klimala, Tomasz Mandes |                         |
| A vágyak szigete – Jeff Wadlow, Chris Roach, Jillian Jacobs                                                                                  |                         |
| Barbie & Kendra filmek – Billy Butler, Kent Roudebush                                                                                        |                         |
| Dolittle – Stephen Gaghan, John Whittington, Thomas Shepherd                                                                                 |                         |
| Vidéki ballada az amerikai álomról – J.D. Vance, Vanessa Taylor                                                                              |                         |

### A kategóriákban előforduló filmek
| Jelölés | Díj | Magyar cím                         | Eredeti cím                   |
| ------- | --- | ---------------------------------- | ----------------------------- |
| 6       | 1   | 365 nap                            | 365 dni                       |
| 6       | 1   | Dolittle                           | Dolittle                      |
| 5       | 0   | A vágyak szigete                   | Fantasy Island                |
| 4       | 3   | –––                                | Music                         |
| 3       | 0   | A másik Missy                      | The Wrong Missy               |
| 3       | 0   | Hubie, a halloween hőse            | Hubie Halloween               |
| 3       | 0   | Vidéki ballada az amerikai álomról | Hillbilly Elegy               |
| 2       | 2   | –––                                | Absolute Proof                |
| 2       | 2   | Borat utólagos mozifilm            | Borat Subsequent Moviefilm    |
| 2       | 0   | –––                                | Barbie & Kendra               |
| 2       | 0   | Wonder Woman 1984                  | Wonder Woman 1984             |
| 1       | 0   | A sárkánypecsét rejtélye           | Iron Mask                     |
| 1       | 0   | A titok – Merj álmodni             | The Secret: Dare to Dream     |
| 1       | 0   | A vadon hívó szava                 | Call of the Wild              |
| 1       | 0   | Brahms – A fiú 2.                  | Brahms: The Boy II            |
| 1       | 0   | Kódolt kockázat                    | Hard Kill                     |
| 1       | 0   | –––                                | Breach                        |
| 1       | 0   | Krokodil Dundee öröksége           | The Very Excellent Mr. Dundee |
| 1       | 0   | –––                                | Survive the Night             |
| 1       | 0   | –––                                | The Tax Collector             |